# 將軍澳創新園

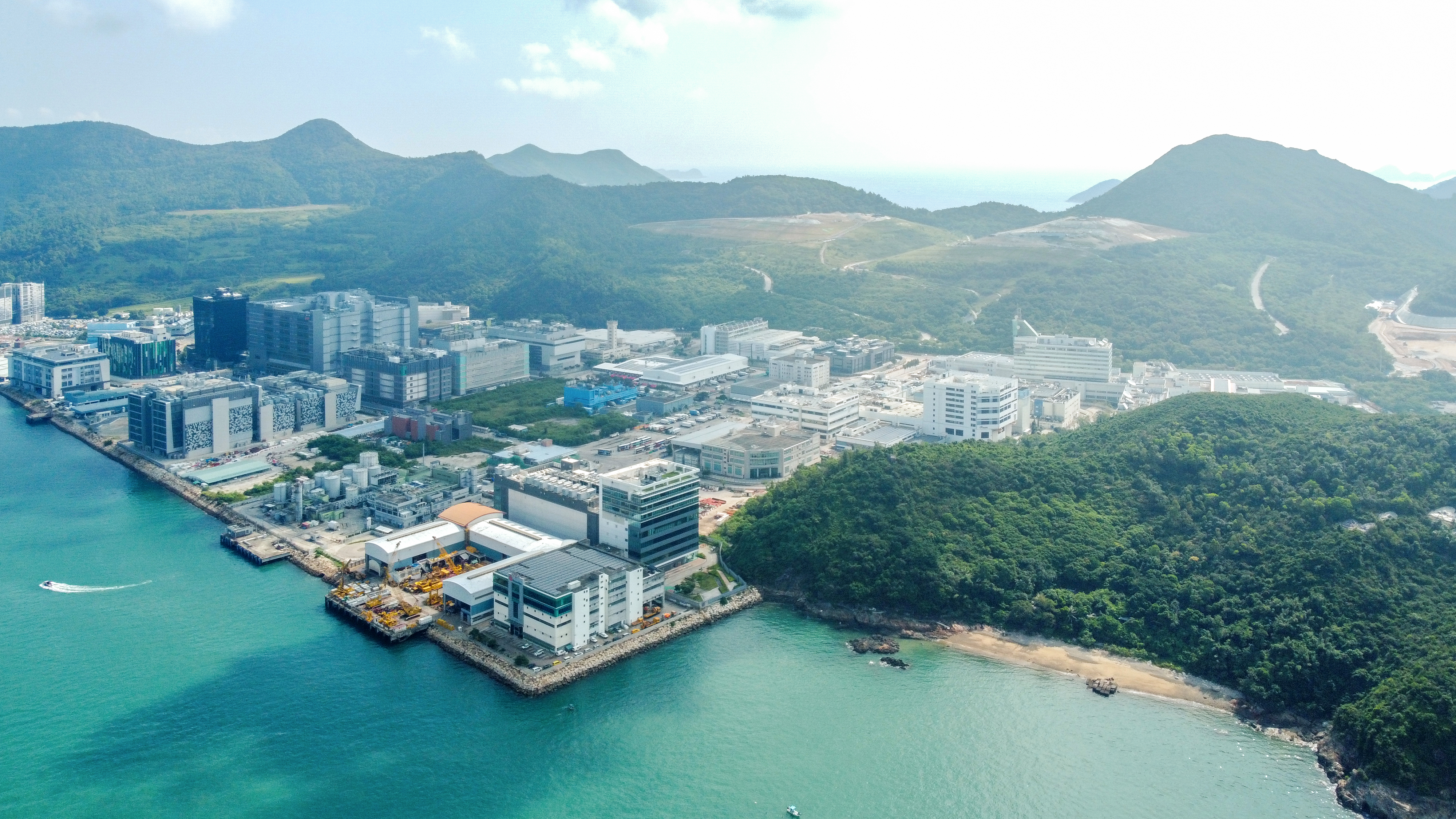
將軍澳創新園（2022年10月）

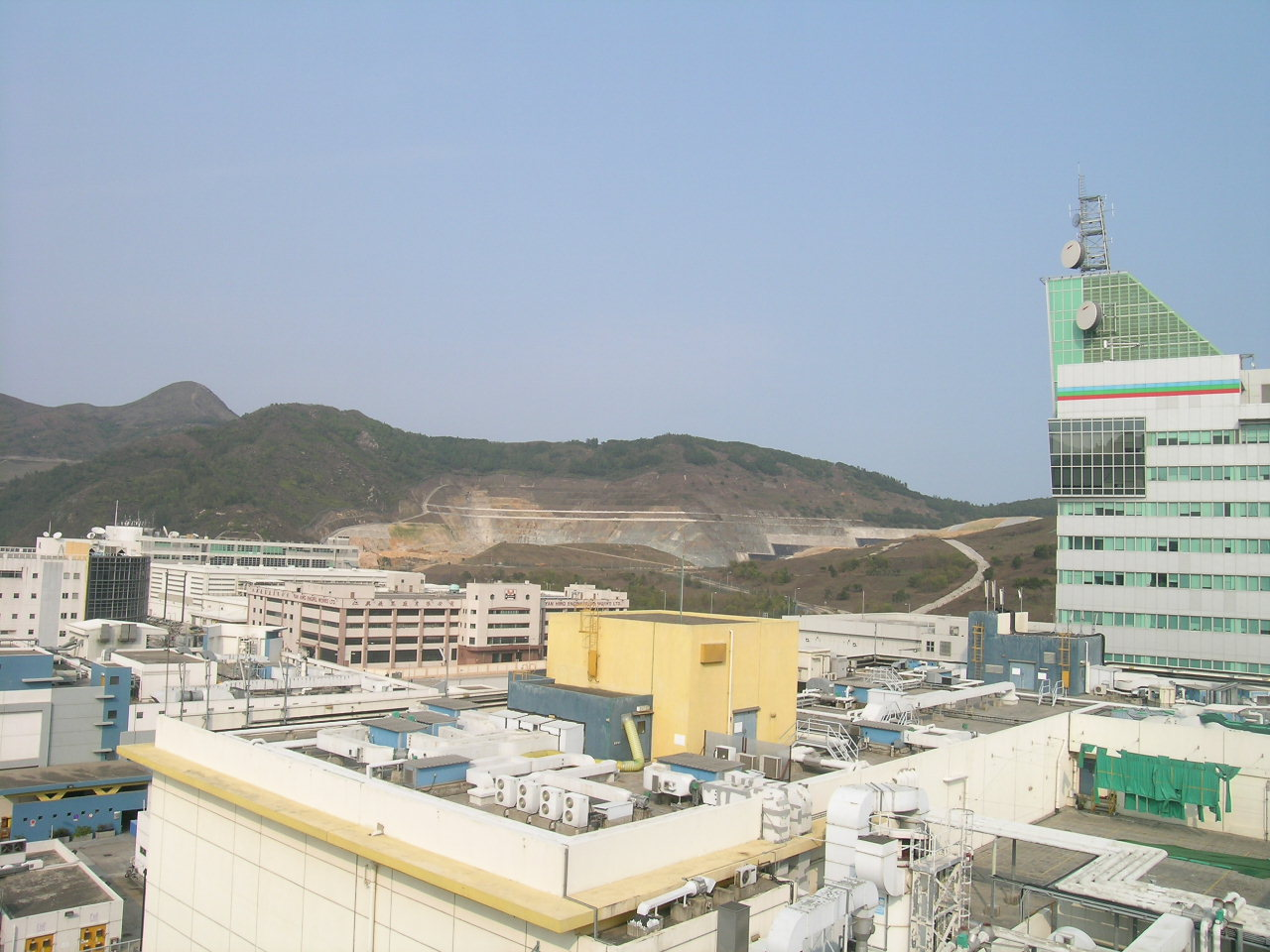
圖中的廠房包括香港航空發動機維修服務有限公司、美亞集團、電視廣播城、仁興工業，最左上角的是壹傳媒

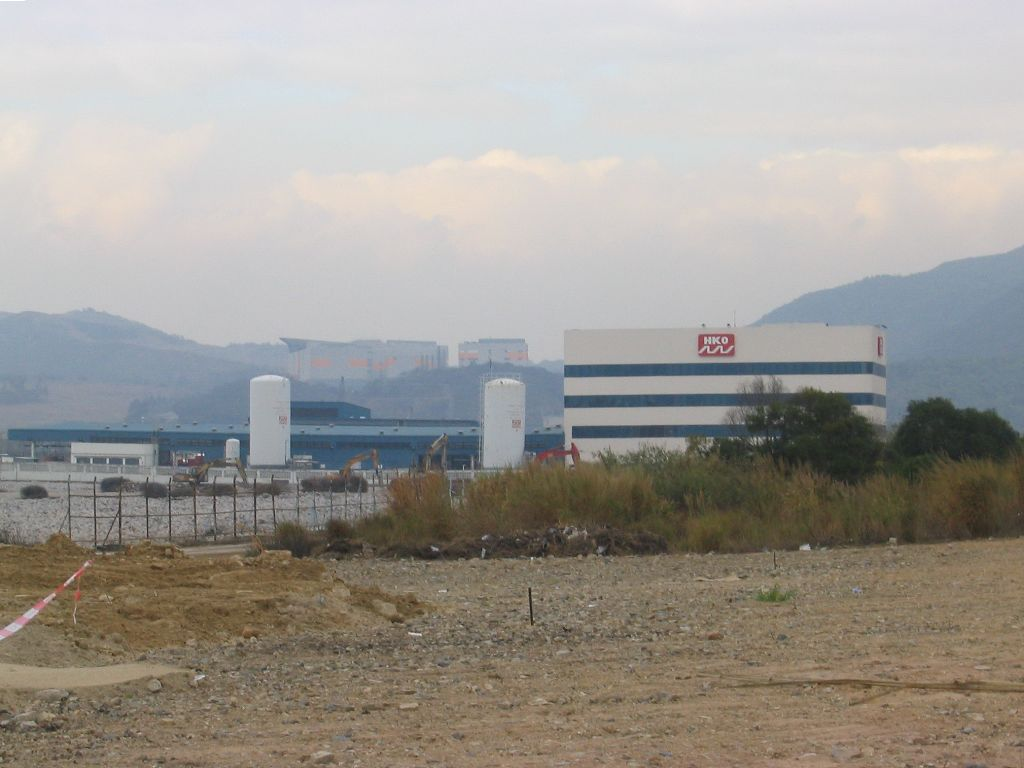
位於將軍澳創新園海旁的林德港氧將軍澳廠

將軍澳創新園（英語：Tseung Kwan O INNOPARK），前稱將軍澳工業邨（英語：Tseung Kwan O Industrial Estate）是香港第三個工業邨，位於香港將軍澳大赤沙和上流灣填海區，將軍澳新市鎮東南面3公里處，佔地75公頃，於1995年啟用。與另兩個創新園（大埔和元朗）不同，將軍澳創新園只容許一些非污染性和高科技行業設廠。

## 廠房
將軍澳工業邨原先打算發展高科技行業，與數碼港相似。唯現時工業邨內大多是數據中心，包括香港交易所數據中心、匯豐銀行數據中心、IBM、中國移動環球網絡中心以及中國聯通數據中心。
將軍澳工業邨亦有不少傳媒機構，包括壹傳媒集團、電視廣播有限公司（TVB）及星島新聞集團。香港電視網絡有限公司（HKTV）亦在此興建廠房，唯2013年該公司未能獲得免費電視牌照後，於2016年轉攻電子商貿，原有廠房改建為多媒體及電子商貿中心。香港特別行政區政府亦預留鄰近土地予香港電台（RTHK）作廠房及新總部，但未有繼續。
2016年財政預算案因應推行再工業化政策，於將軍澳工業邨內興建2幢高效能多層大廈，計劃供機械人、生物醫藥的公司租用。2019年5月創新及科技局向立法會工商事務委員會匯報，為先進製造業提供基建設施興建數據技術中心及先進製造業中心，分別於2020年及2022年完成。

## 申請條件
申請者必須符合以下條件：
1. 其工業項目的性質必須是確實無法在香港市面上一般多層工廠或商業大廈內進行操作的類型；
2. 該項目必須是政府訂定的厭惡性行業以外的項目；
3. 獲批准租賃的地點不能作為存貨或倉庫之用。

優先進駐的項目：
1. 涉及新型或經改良的產品或服務的項目；
2. 涉及新型或經改良技術的項目；
3. 主要利用本地材料和人力資源的高增值項目；
4. 與本地行業急需的產品或服務有關的項目；
5. 對香港出口業務有顯著貢獻的項目；
6. 重要投資（特別是在新機械和新設備方面）項目；
7. 需僱用大量高級技術人員的項目。

## 街道
工業園內所有街道均以「駿」字為首，包括：
- 駿日街
- 駿才街
- 駿昇街
- 駿昌街
- 駿光街
- 駿盈街
- 駿宏街

## 主要廠房
| 照片 | 入駐企業/廠戶名稱                                                                     | 地址       | 行業   | 備註                         |
| ---- | ------------------------------------------------------------------------------------- | ---------- | ------ | ---------------------------- |
|      | 電視廣播有限公司 電視廣播城 Television Broadcasts Limited                             | 駿才街77號 | 電視台 | 電視廣播有限公司電視製作中心 |
|      | 香港科技探索有限公司多媒體及電子商貿中心 Hong Kong Technology Venture Company Limited | 駿昌街1號  | 網購   |                              |

- 壹傳媒附屬百樂門印刷公司（因港區國安法，被警方國安處凍結資產而被香港高等法院頒令清盤，用地亦被收回）
- 美亞娛樂中心
- 星島新聞集團及其下出版之友印務集團
- 林德香港有限公司
- 日立電梯中心

- 艾利丹尼森
- 精電有限公司
- 卜高通美
- 香港貿易發展局展覽營運中心

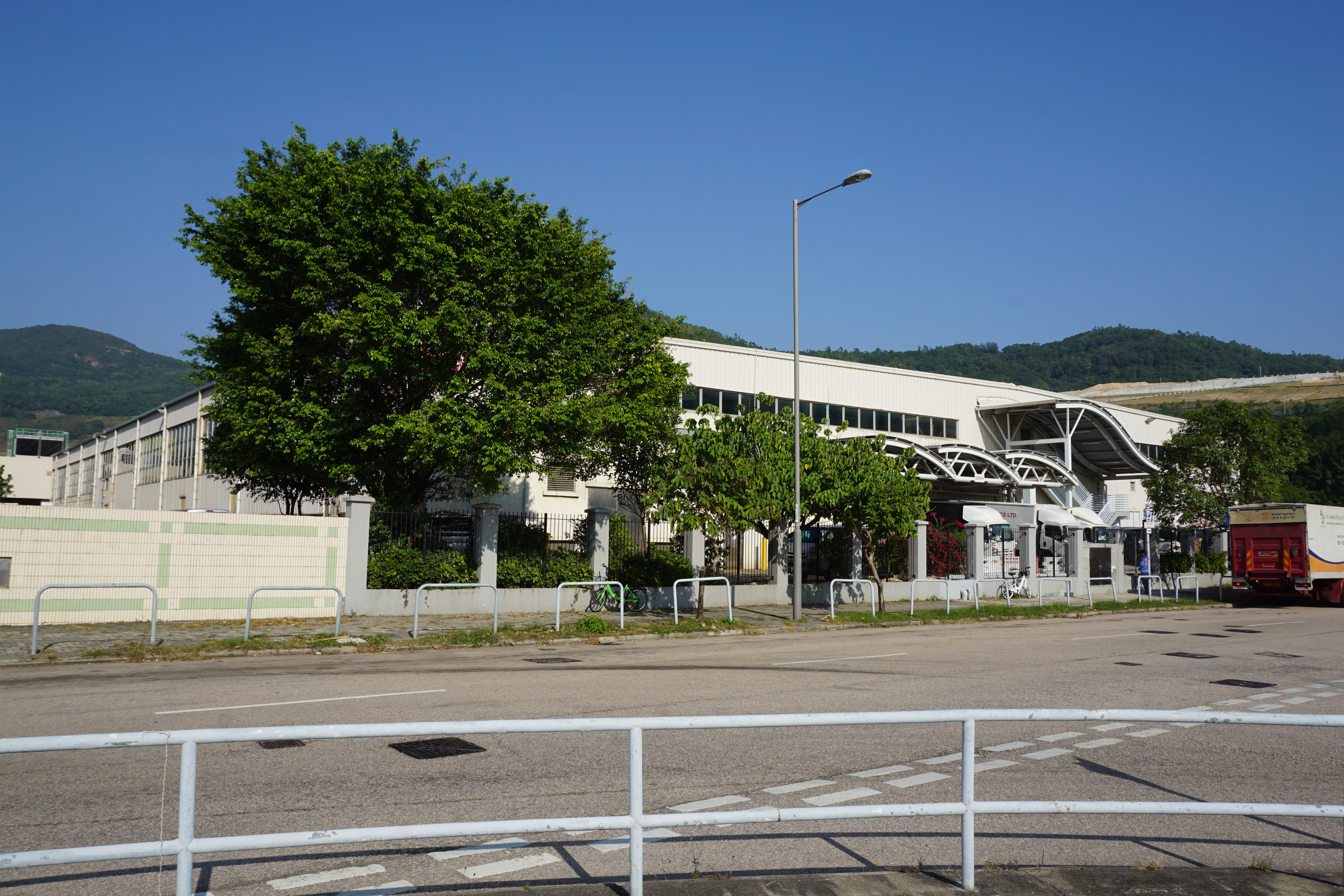
艾利丹尼森香港廠房

- 澳洲電訊[Telstra International Limited（Cloud Space 1）]EAC-1海纜登陸站
- Asia Submarine-cable Express（ASE）海底光纜登陸站
- IBM數據中心
- KVH香港數據中心1（HKDC1）
- 名氣通香港二號數據中心阿里雲數據中心
- 澳洲電訊Telstra International Limited（Cloud Space 2）雲端數據中心
- 滙豐銀行資訊科技數據中心
- NTT香港金融數據中心

- Global Switch 電訊數據中心
- 中國聯通（香港）環球中心
- 中國移動環球網絡中心

- DRT/SAVVIS數據中心
- Mega Plus
- 港交所將軍澳數據中心及資訊技術辦公大樓

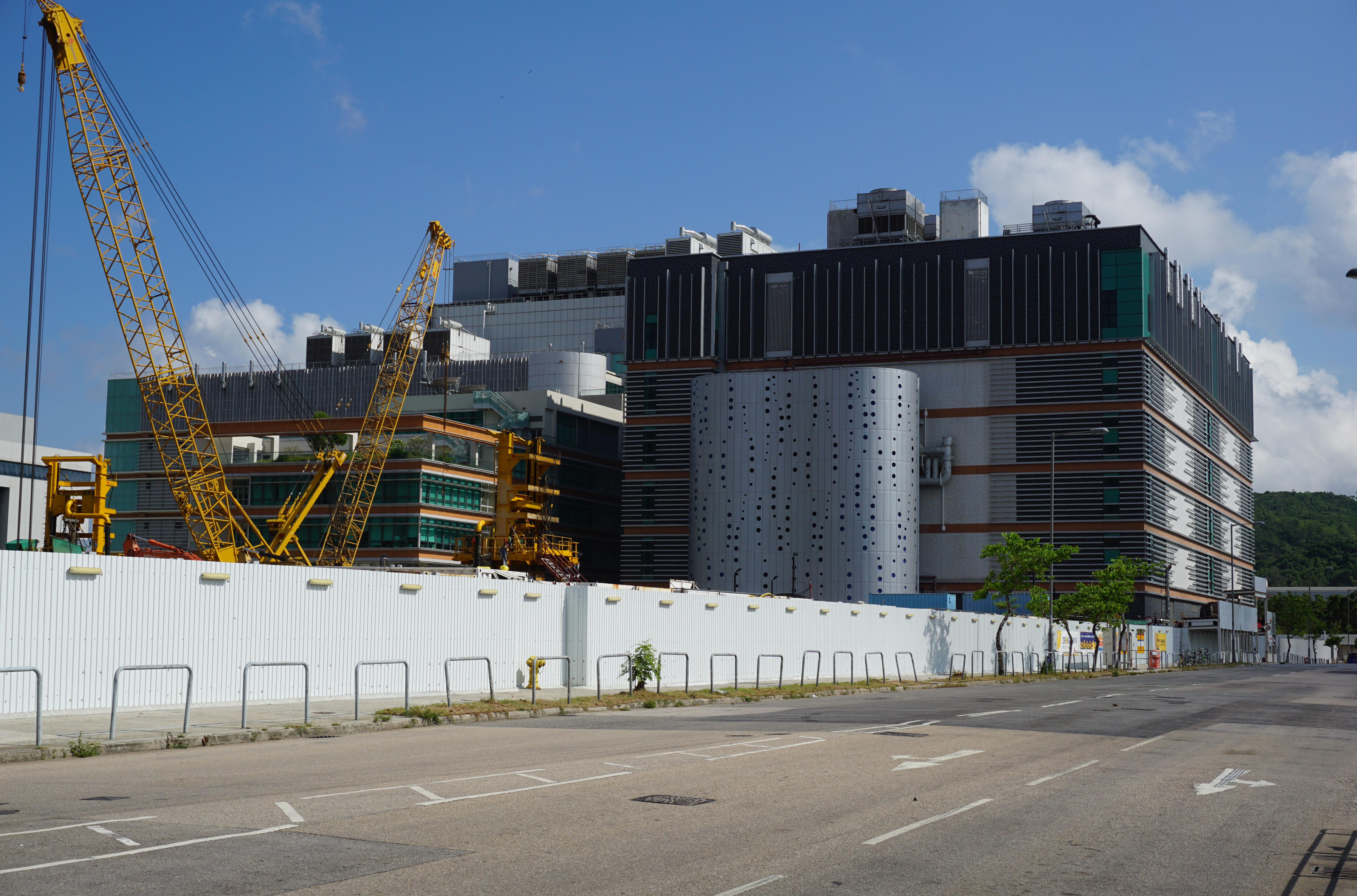
NTT Communications香港金融數據中心

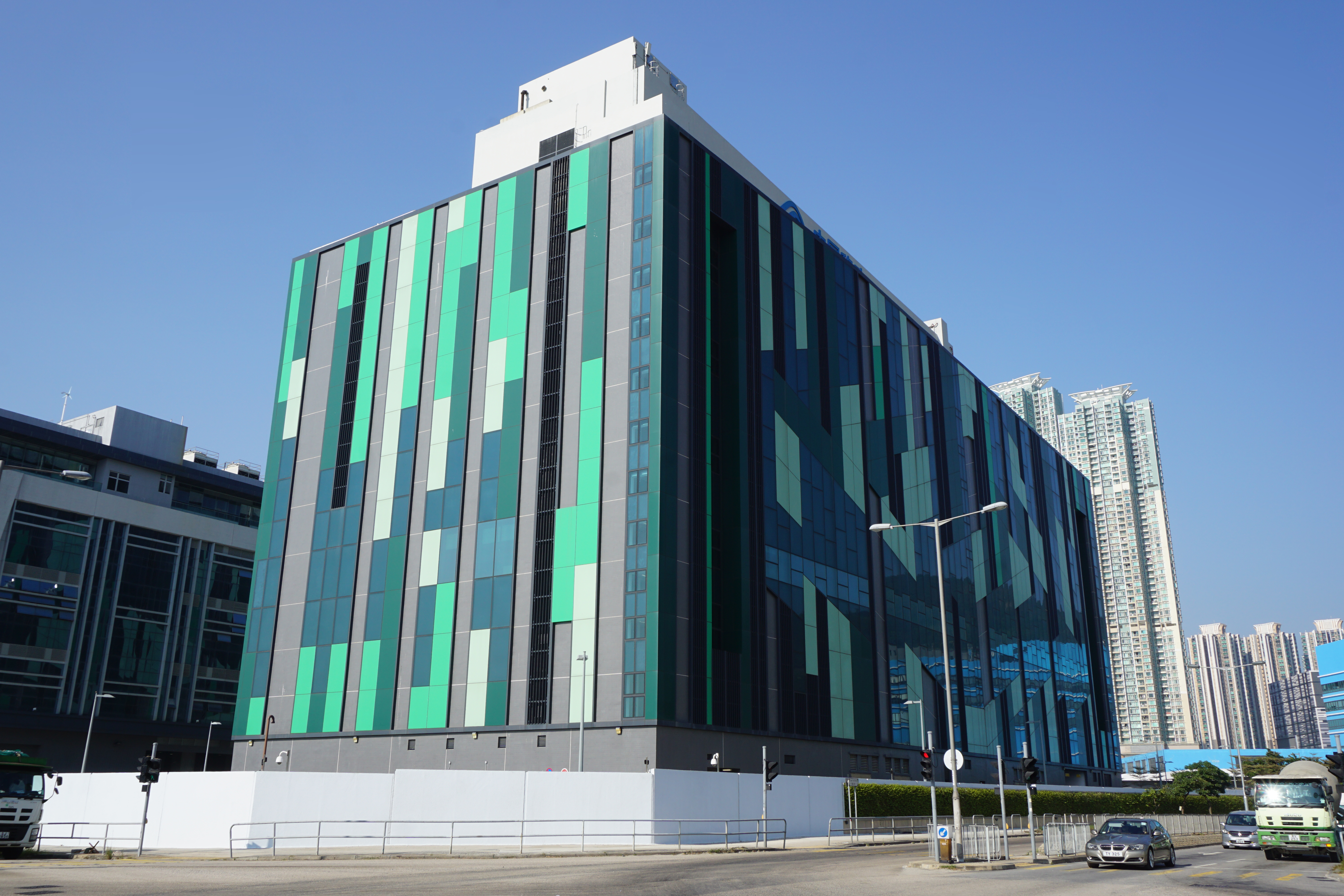
中國移動環球網絡中心

- HKCOLO.NET香港中立數據機樓，樓高3層，佔地面積為36萬平方呎，由具備高度防衛性的7.8英呎高的混凝土圍牆所圍繞；為滿足高層次客戶的嚴格要求，該數據中心的設計足以滿足高達3+級的服務需要。由GoodColo 及KDDI各自持有50%股權，冠以TELEHOUSE Hong Kong Cloud Computing Complex（CCC）之名經營，此將符合TELEHOUSE集團全球數據中心。

- 將軍澳先進製造業中心及數據技術中心

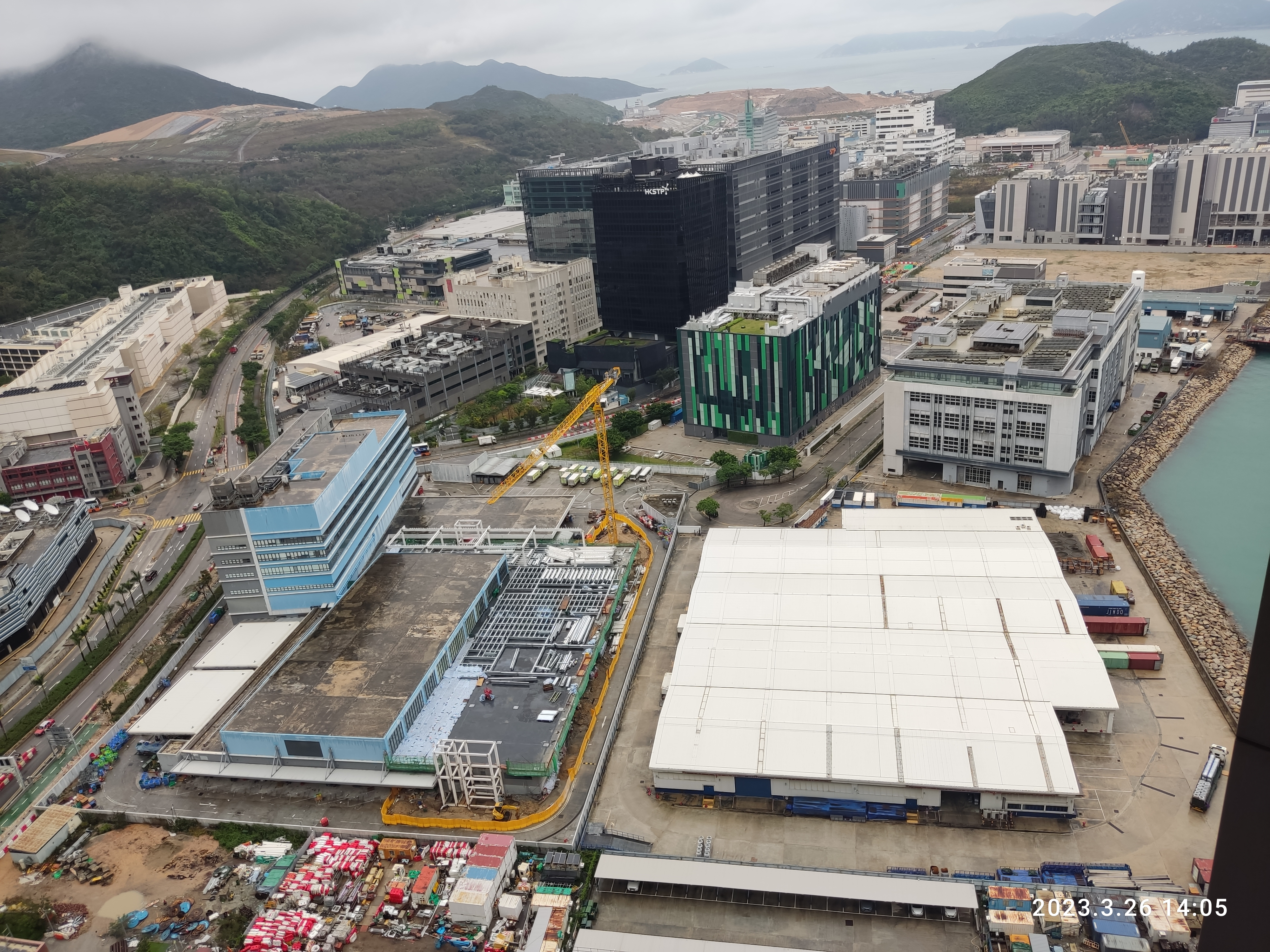
遠攝將軍澳數據技術中心

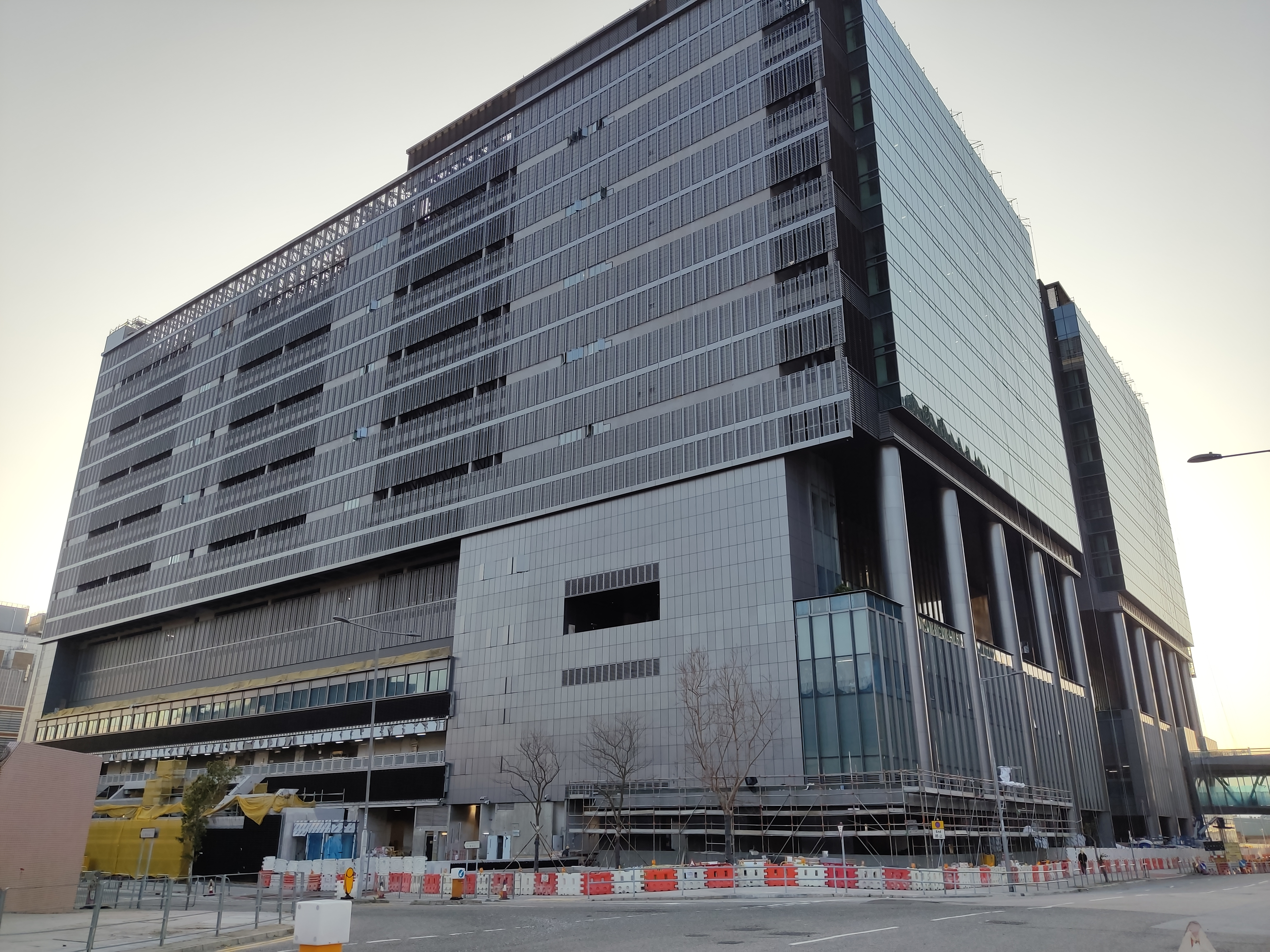
先進製造業中心（AMC）

佔地2.71公傾，分兩期發展兩幢分別9層和13層高的工廈，以及一幢4層的停車場大廈，料2021/22年度完成，成本高達66.33億元，另花16.15億在另一幅0.54公頃土地發展數據技術中心，提供為數據技術及電訊服務而特別設計的設施，料2020年完成。
- 將軍澳衛星製造中心位於先進製造業中心第二及第八層的數個單位，總建築面積約17.82萬平方尺，租賃期爲六年。租賃期首三年的租金將爲每年約3,927.2萬元，其後三年租金不得低於現有租金
- 綜合環保大樓
- 金門科技園
- ASB Biodiesel（Hong Kong）Limited生物柴油廠房，2013年10月23日正式開幕，廠房面積達18,000平方米。
- 八珍大樓
- 四洲食品集團
- 蕭邦集團中心
- 惠康新鮮食品中心
- Sun Right Hong Kong Limited
- 毅豐石化企業有限公司（廢潤滑油回收廠）
- 泰諾風保泰香港將軍澳科技園高科技生產及辦公大樓  （页面存档备份，存于）
- 航空服務研究中心
- 香港飛機工程有限公司、香港航空發動機維修服務

## 外部連結
- 官方网站